# ریچی رنبرگ
ریچی رنبرگ (انگلیسی: Richey Reneberg؛ زاده ۵ اکتبر ۱۹۶۵) یک تنیس‌باز اهل ایالات متحده آمریکا است.